# Вале (Сибињ)
Вале (рум. Vale) насеље је у Румунији у округу Сибињ у општини Салиште. Oпштина се налази на надморској висини од 560 m.

## Становништво
Према подацима из 2002. године у насељу је живело 384 становника, од којих су сви румунске националности.